# گونتر کرس
گونتر کرس (انگلیسی: Gunther Kress؛ زادهٔ ۲۶ نوامبر ۱۹۴۰) زبان‌شناس اهل استرالیا است.